# Робинсон, Венди Ракель
Венди Ракель Робинсон (англ. Wendy Raquel Robinson, род. 25 июля 1967) — американская актриса.

## Жизнь и карьера
Робинсон родилась в Лос-Анджелесе, штат Калифорния, и в 1989 году окончила со степенью бакалавра Говардский университет. На телевидении она дебютировала в 1993 году, в ситкоме «Мартин», после чего продолжая исполнять комедийные роли в различных шоу, среди которых были «Как в кино», «Да, дорогая!» и «Новые приключения старой Кристин». Драматические роли у Робинсон были в сериалах «Полиция Нью-Йорка» и «Анатомия страсти».
Робинсон наиболее известна благодаря своим ролям в телевизионных ситкомах «Шоу Стива Харви» (1996—2002) и «Игра» (с 2006). Она также появилась в «Подруги», спин-оффом которого является «Игра». Эти роли принесли ей в общей сложности девять номинаций на премию NAACP, прежде чем она выиграла первую награду в 2014 году.
Вне телевидения, Робинсон сыграла главную женскую роль в фильме 2005 года «Отскок», напротив Мартина Лоуренса. Также она была заметна в фильмах «Тонкая грань между любовью и ненавистью» (1996), «Мисс Конгениальность» (2000) и «Что-то новенькое» (2006).

## Фильмография
| Год       |   | Русское название                        | Оригинальное название             | Роль                 |
| --------- | - | --------------------------------------- | --------------------------------- | -------------------- |
| 1995      | ф | Ходячие мертвецы                        | The Walking Dead                  | Селеста              |
| 1995—1996 | с | Незначительные корректировки            | Minor Adjustments                 | Рэйчел Эймс          |
| 1996      | ф | Тонкая грань между любовью и ненавистью | A Thin Line Between Love and Hate | Гвен                 |
| 1996      | с | Полиция Нью-Йорка                       | NYPD Blue                         | Люси Кинли           |
| 1996—2002 | с | Шоу Стива Харви                         | The Steve Harvey Show             | Регина Гриер         |
| 1998      | ф | Телеведущий                             | Ringmaster                        | Старлетта            |
| 2000      | ф | Мисс Конгениальность                    | Miss Congeniality                 | Лесли Дэвис          |
| 2001      | ф | Игра для двоих                          | Two Can Play That Game            | Карен                |
| 2003      | ф | С тобой или без тебя                    | With or Without You               | Серена               |
| 2005      | ф | Отскок                                  | Rebound                           | Дженни Эллис         |
| 2006      | ф | Что-то новенькое                        | Something New                     | Шерил                |
| 2006—2015 | с | Игра                                    | The Game                          | Латаша «Таша» Мак    |
| 2010      | с | Анатомия страсти                        | Grey’s Anatomy                    | офицер Джина Томпсон |
| 2011      | ф | Тридцатипятилетние                      | 35 and Ticking                    | Каллиз               |
| 2015      | ф | Наследники                              | Descendants                       | Круэлла Де Виль      |
| 2017      | ф | Коматозники                             | Flatliners                        | миссис Джин Мэннинг  |
| 2019      | с | Гранд-отель                             | Grand Hotel                       | миссис П.            |
| 2021—2023 | с | Игра                                    | The Game                          | Латаша «Таша» Мак    |